# 因島大橋
因島大橋（日语：／ Innoshima ōhashi */?）是位於日本廣島縣尾道市的一座橋樑，連接該市管轄的因島和向島兩座瀨戶內海島嶼，為西瀨戶自動車道的一部分。因島大橋於1983年12月通車，修建耗資約675億日元，也是本州四國連絡橋中僅次於大三島橋第二座竣工的橋樑。

## 相關項目
- 日本列島
- 本州四國聯絡道路
- 本州四國連絡橋（日语：本州四国連絡橋）
- 西瀨戶自動車道
- 生口大橋
- 多多羅大橋
- 大三島橋
- 伯方-大島大橋
- 來島海峽大橋
- 明石海峽大橋
- 鳴門大橋

## 外部連結
- JB本四高速（页面存档备份，存于） - 本州四国連絡高速道路（公式サイト）
  - しまなみ海道の橋　因島大橋（页面存档备份，存于）